# 利奧泰鎮區 (堪薩斯州威奇托縣)
利奧泰鎮區（英語：Leoti Township）為美國堪薩斯州威奇托縣轄下的鎮區，也是威奇托縣唯一的鎮區。2010年美国人口普查中該鎮區人口有2,234人。

## 地理
利奧泰鎮區涵蓋總面積為1,861.14平方（718.59平方英里），其中1,861.07平方（718.56平方英里）為陸地，0.06平方（0.023平方英里）或0.003%為水域。海拔高度1,004（3,294英尺）。

## 人口統計
根據2010年美國人口普查，利奧泰鎮區人口有2,234人，住房1,054戶，人口密度為1.2人/每平方公里。此鎮區居民種族，白人佔88.27%，非裔美國人佔0.85%，美洲原住民佔0.49%，亞裔美國人佔0.13%，太平洋島裔美國人佔0%，其他種族佔8.5%，混血種族則佔1.75%。而西班牙裔或拉丁裔美國人佔此鎮區人口的24.62%。

## 交通

### 主要公路
- 25號堪薩斯州州道
- 96號堪薩斯州州道